# Handball-DDR-Oberliga (Männer) 1981/82
Die Handball-DDR-Oberliga der Männer 1981/82 war die höchste Spielklasse der Saison im Hallenhandball der DDR, mit ihr wurde zum 32. Mal der DDR-Meister ermittelt.

## Saisonverlauf
Die Saison 1981/82 begann am 17. Oktober 1981 und wurde am 15. Mai 1982 abgeschlossen. In dieser Zeit traten die Mannschaften in Hin- und Rückspielen gegeneinander an. Der SC Magdeburg schaffte im letzten Spiel durch einen Sieg gegen den bis dahin punktgleichen SC Empor Rostock den Titel-Hattrick, in dem er nach 1980 und 1981 die dritte Meisterschaft in Folge errang. Der einzige Neuling, die BSG Motor Eisenach, wurde mit Platz sechs zugleich beste Betriebssportgemeinschaft mit einem Rückstand von vier Punkten zum Tabellenfünften SC Dynamo Berlin. Absteigen mussten die beiden Tabellenletzten nach drei Jahren die SG Dynamo Halle-Neustadt und nach zwei Jahren Oberligazugehörigkeit die BSG Chemie Premnitz.

## Tabellen

### Abschlusstabelle
| Pl. | Mannschaft               | Sp. | S  | U | N  | Tore    | Punkte |
| --- | ------------------------ | --- | -- | - | -- | ------- | ------ |
| 1.  | SC Magdeburg (M)         | 18  | 15 | 2 | 1  | 514:394 | 32:40  |
| 2.  | SC Empor Rostock (P)     | 18  | 13 | 4 | 1  | 418:344 | 30:60  |
| 3.  | SC Leipzig               | 18  | 13 | 2 | 3  | 456:384 | 28:80  |
| 4.  | ASK Vorwärts Frankfurt   | 18  | 10 | 2 | 6  | 398:356 | 22:14  |
| 5.  | SC Dynamo Berlin         | 18  | 9  | 1 | 8  | 437:404 | 19:17  |
| 6.  | BSG Motor Eisenach (N)   | 18  | 5  | 5 | 8  | 387:407 | 15:21  |
| 7.  | BSG Wismut Aue           | 18  | 6  | 2 | 10 | 375:425 | 14:22  |
| 8.  | BSG Post Schwerin        | 18  | 5  | 1 | 12 | 363:408 | 11:25  |
| 9.  | SG Dynamo Halle-Neustadt | 18  | 4  | 1 | 13 | 365:415 | 09:27  |
| 10. | BSG Chemie Premnitz      | 18  | 0  | 0 | 18 | 310:486 | 0:36   |

Legende:
  DDR-Meister und Teilnehmer am Europapokal der Landesmeister 1982/83 
  FDGB-Pokalsieger und Teilnehmer am Europapokal der Pokalsieger 1982/83 
  Teilnehmer am IHF-Pokal 1982/83 
  Absteiger in die DDR-Liga 1982/83 
 (M) DDR-Meister 1981, (P) FDGB-Pokalsieger 1981, (N) Aufsteiger aus der DDR-Liga 1980/81

### Kreuztabelle
| 1981/82 17. Oktober 1981 – 15. Mai 1982 | 1981/82 17. Oktober 1981 – 15. Mai 1982 | SC Magdeburg | SC Empor Rostock | SC Leipzig | ASK Vorwärts Frankfurt | SC Dynamo Berlin | BSG Motor Eisenach | BSG Wismut Aue | BSG Post Schwerin | SG Dynamo Halle-Neustadt | BSG Chemie Premnitz |
| --------------------------------------- | --------------------------------------- | ------------ | ---------------- | ---------- | ---------------------- | ---------------- | ------------------ | -------------- | ----------------- | ------------------------ | ------------------- |
| 01.                                     | SC Magdeburg                            |              | 24:18            | 26:21      | 29:21                  | 29:23            | 33:24              | 29:18          | 34:22             | 26:14                    | 33:18               |
| 02.                                     | SC Empor Rostock                        | 22:22        |                  | 23:23      | 19:18                  | 24:23            | 22:16              | 31:17          | 23:19             | 28:17                    | 30:16               |
| 03.                                     | SC Leipzig                              | 31:30        | 17:18            |            | 28:16                  | 29:26            | 30:20              | 29:21          | 25:21             | 26:16                    | 30:15               |
| 04.                                     | ASK Vorwärts Frankfurt                  | 28:29        | 16:20            | 21:24      |                        | 18:18            | 21:16              | 25:14          | 24:17             | 23:15                    | 35:18               |
| 05.                                     | SC Dynamo Berlin                        | 24:25        | 22:26            | 23:20      | 18:22                  |                  | 27:21              | 34:22          | 23:15             | 24:20                    | 27:19               |
| 06.                                     | BSG Motor Eisenach                      | 25:28        | 17:17            | 25:25      | 20:20                  | 21:22            |                    | 23:21          | 24:22             | 19:19                    | 26:19               |
| 07.                                     | BSG Wismut Aue                          | 24:24        | 24:24            | 21:24      | 21:27                  | 17:24            | 24:23              |                | 19:16             | 24:15                    | 24:18               |
| 08.                                     | BSG Post Schwerin                       | 23:24        | 18:25            | 25:29      | 19:21                  | 23:22            | 18:18              | 20:17          |                   | 24:21                    | 26:18               |
| 09.                                     | SG Dynamo Halle-Neustadt                | 25:32        | 22:27            | 20:22      | 16:18                  | 29:24            | 18:24              | 22:23          | 25:18             |                          | 26:16               |
| 10.                                     | BSG Chemie Premnitz                     | 13:37        | 13:21            | 17:23      | 15:24                  | 24:33            | 22:25              | 17:24          | 15:17             | 17:25                    |                     |

### Torschützenliste
|     | Spieler            | Verein                   | Tore / 7 m |
| --- | ------------------ | ------------------------ | ---------- |
| 01. | Frank-Michael Wahl | SC Empor Rostock         | 134 / 24   |
| 02. | Lothar Doering     | SC Leipzig               | 127 / 48   |
| 03. | Udo Rothe          | SC Magdeburg             | 123 / 23   |
| 04. | Hartmut Krüger     | SC Magdeburg             | 103 / 46   |
| 05. | Ingolf Wiegert     | SC Magdeburg             | 093 / 0–   |
| 05. | Helmut Zierold     | BSG Wismut Aue           | 093 / 53   |
| 07. | Georg Rothenburger | BSG Wismut Aue           | 092 / 0–   |
| 08. | Norbert Wilhelm    | BSG Post Schwerin        | 090 / 44   |
| 09. | Stephan Hauck      | SC Dynamo Berlin         | 081 / 21   |
| 10. | Gerd Stefanowsky   | SG Dynamo Halle-Neustadt | 079 / 47   |

## Statistik
In der Saison 1981/82 wurden in der Oberliga 90 Spiele ausgetragen. Dabei fielen 4.023 Tore, pro Spiel wurden ≈ 45 Treffer erzielt. Mit Magdeburg erzielte erstmals eine Mannschaft in 18 Oberligaspielen mehr als 500 Tore und verbuchte auch den höchsten Sieg für sich, beim 37:13-Auswärtssieg bei der BSG Chemie Premnitz. An dem Spiel mit den meisten Treffern waren die Magdeburger ebenfalls beteiligt, als man am 15. Spieltag beim SC Leipzig mit 31:30 verlor. Torschützenkönig wurde Frank-Michael Wahl vom SC Empor Rostock. Er warf 134 Tore, von denen er 24 vom Siebenmeterpunkt erzielte.  

## Meistermannschaft
| SC Magdeburg          | SC Magdeburg |
| --------------------- | --- |
| Logo vom SC Magdeburg | Tor: Wieland Schmidt, Gunar Schimrock, Michael Gottschalk Feldspieler: Reiner Baumgart, Günter Dreibrodt, Jörg Fischer, Ernst Gerlach , Manfred Hoppe, Harry Jahns, Hartmut Krüger, Helmut Kurrat, Peter Pysall, Udo Rothe, Ingolf Wiegert Trainer: Klaus Miesner |